# Iastrubșciîna, Hluhiv
Iastrubșciîna (în ucraineană Яструбщина) este localitatea de reședință a comunei Iastrubșciîna din raionul Hluhiv, regiunea Sumî, Ucraina.

## Demografie
Componența lingvistică a localității Iastrubșciîna
     Ucraineană (94,79%)
     Rusă (4,56%)
Conform recensământului din 2001, majoritatea populației localității Iastrubșciîna era vorbitoare de ucraineană (94,79%), existând în minoritate și vorbitori de rusă (4,56%).